# Damnacanthus tsaii
Damnacanthus tsaii är en måreväxtart som beskrevs av Hu Hsien-Hsu. Damnacanthus tsaii ingår i släktet Damnacanthus och familjen måreväxter. Inga underarter finns listade i Catalogue of Life.